# وینکفیلد
وینکفیلد (به انگلیسی: Winkfield) یک روستا و محله مدنی در بریتانیا است که در بارکشر واقع شده‌است. وینکفیلد ۱۴٬۹۹۸ نفر جمعیت دارد.